# Rågen
|  | Denne artikel er oprettet af botten Steenthbot ud fra en ekstern database. Den kan derfor have sproglige fejl eller mangler. Denne skabelon kan fjernes efter kontrol af indholdet. |

Rågen er en dansk naturfilm fra 1954.

## Handling
I februar-marts kommer rågerne fra England og Sydvest-Europa til Danmark, hvor de lever i store kolonier. De bygger reder i småskoves trætoppe, og i begyndelsen af april lægger hunnerne 4-5 æg. De lever hovedsagelig af plantedele, men tager også insekter og andre smådyr. Når ungerne har lært at flyve, strejfer rågerne om i store flokke, og i oktober drager de afsted til vinteropholdsstederne.